# Schönlind (Rehau)
Schönlind ist ein Gemeindeteil der Stadt Rehau im Landkreis Hof (Oberfranken, Bayern).

## Geographie
Das Rundangerdorf ist als großflächige Rodungsinsel von Wald umgeben und liegt in östlicher Richtung zwischen dem Kerngebiet der Stadt und dem Gemeindeteil Neuhausen. Im Süden gelangt man über Grünhaid nach Schönwald. Der Ort liegt am Schilderberg (Štítarský vrch) im Rehauer Forst.

## Geschichte
Neben anderen Nachbarorten verkaufte 1372 Konrad von Neuberg Schönlind an den Egerer Rat. Über den Kreuzherrenorden der Bartholomäuskirche gelangte das Dorf 1626 durch Kauf zum Fürstentum Bayreuth. Kirchlich gehörte Schönlind zu Asch, seit 1948 gehört es zu Schönwald.
Baudenkmäler sind ein Grenzstein und ein Wohnhaus. An der Straße von Rehau nach Neuhausen wurde an der Abzweigung nach Schönlind ein Kilometerstein zur Erinnerung an die grenzübergreifende Geschichte wieder errichtet.